# 沃赞 (芒什省)
沃赞（法語：Vezins，法語發音：[vəzɛ̃] ⓘ）是法国芒什省的一个旧市镇。1973年3月15日，沃赞与邻近的8个市镇以关联合并的形式并入市镇伊西尼-勒比阿，沃赞成为了伊西尼-勒比阿的关联市镇。

## 地理
沃赞（48°38'N, 1°13'W）位于法国诺曼底大区芒什省，该省份为法国西北部沿海省份，西、北、东北三面环大西洋，东起顺时针与卡爾瓦多斯省、奧恩省、马耶讷省和伊勒-维莱讷省接壤。
沃赞的时区为UTC+01:00、UTC+02:00（夏令时）。

## 行政
沃赞的邮政编码为50540，INSEE市镇编码为50632。

## 人口
沃赞于2018年1月1日时的人口数量为265人。